# Lissonotus flabellicornis
Lissonotus flabellicornis är en skalbaggsart som först beskrevs av Ernst Friedrich Germar 1824.  Lissonotus flabellicornis ingår i släktet Lissonotus och familjen långhorningar.
Artens utbredningsområde är Paraguay. Inga underarter finns listade i Catalogue of Life.